# Cesta

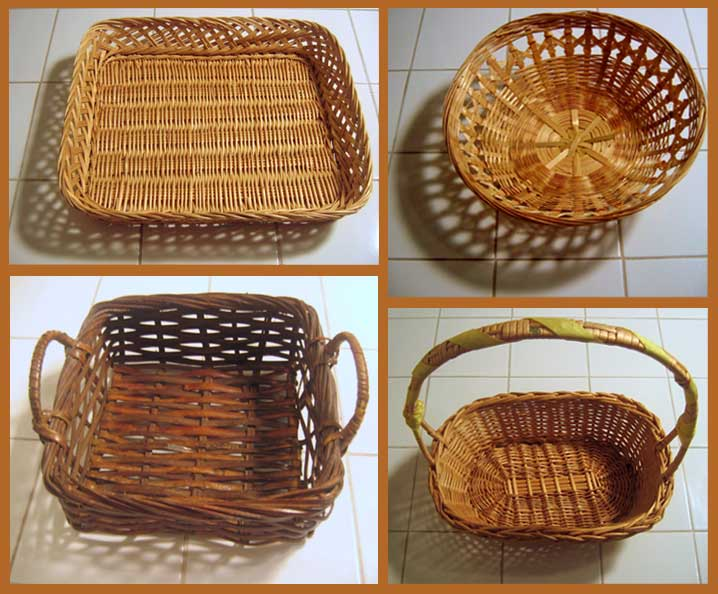
Cuatro tipos de cestas

La cesta (también, canasta, espuerta o cesto) es un recipiente tejido con mimbres, juncos, espartos, ratán u otras plantas, útil para transportar objetos. Puede ser abierta o cerrada y suele contar con un asa central para facilitar su manejo. 
Por extensión, se llaman cestas a los recipientes con una sola asa o que cuentan con orificios de ventilación. Así, se encuentra la tradicional cesta de la compra, utilizada en los supermercados para transportar la selección de productos, o la cesta de la bicicleta que se fija en su parte anterior.
Las cestas también se utilizan en diversos sectores productivos conteniendo componentes listos para ser utilizados o productos semiterminados para enviar a otra sección. En estos casos se trata de recipientes fabricados en materiales plásticos, metálicos, etc.  

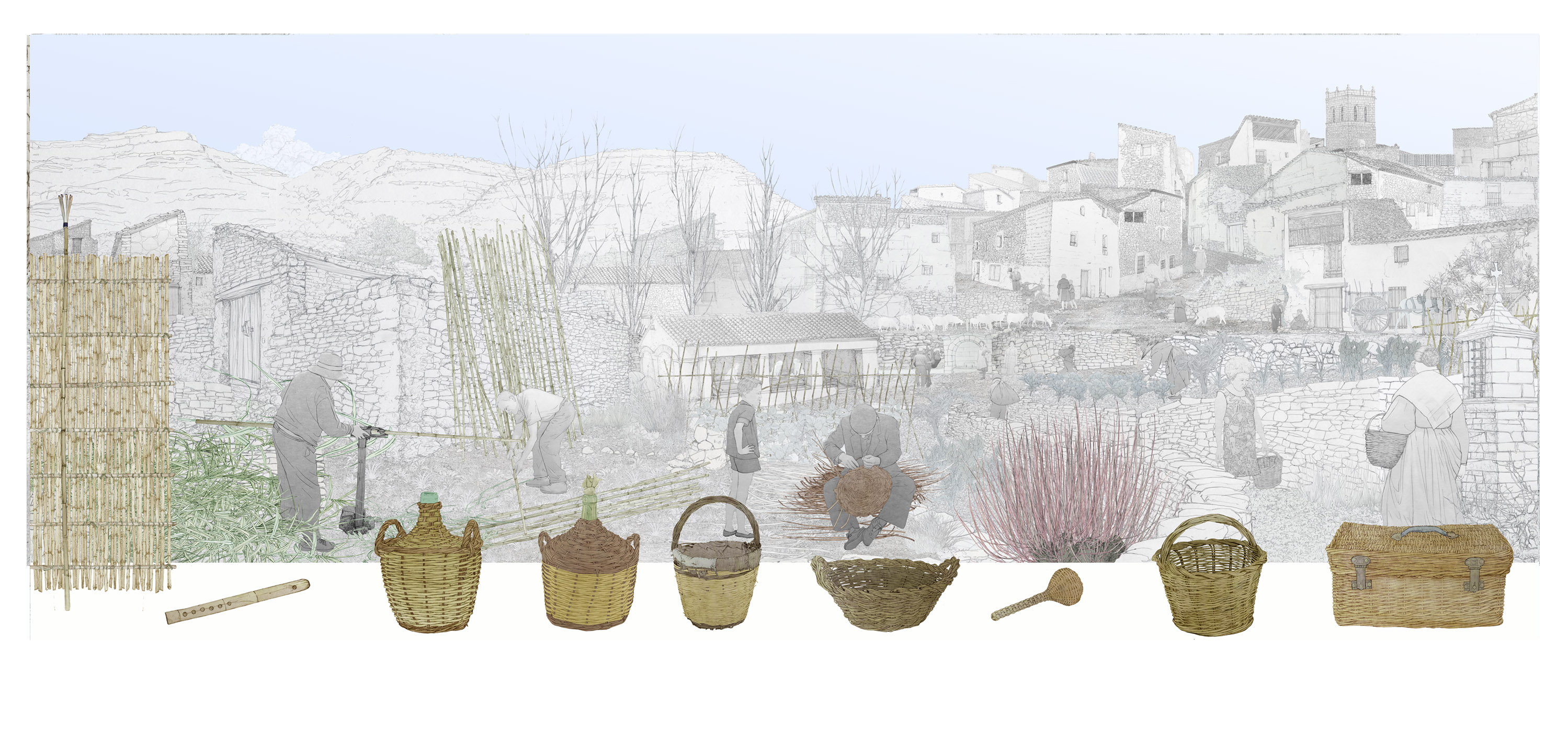
Imágenes relacionadas con el trabajo del mimbre. Ilustraciones de Andrés Marín Jarque para la exposición permanente "Secano y Montaña" del Museo Valenciano de Etnología.

## Recipientes similares
Existe gran número de recipientes similares a la cesta de la que difieren en forma o tamaño. Su denominador común consiste en estar fabricados por una urdimbre vegetal (mimbre, esparto, etc.). Entre ellos, figuran los siguientes: 
- Cesto. Cesta de mayor profundidad.
- Panera de mimbre. Pequeña cesta, recipiente de mimbre para contener y presentar el pan.
- Canasta o banasta. Cesta ancha y abierta.
- Canasto. Cesta de boca estrecha.
- Canastilla o canastillo. Pequeña cesta para contener objetos de uso doméstico.
- Capacho. Especie de capazo ancho.
- Capazo. Cesta de palma o esparto, flexible, más ancha por arriba que por abajo, con dos asas en el borde por las que puede meterse el brazo.
- Comporta. Canasta utilizada generalmente para transportar las uvas en la vendimia.

- Cuévano. Cesto con poca más anchura en su parte superior que en la inferior habitualmente utilizado como apero en las labores del campo.
- Espuerta o esportilla. Recipiente cóncavo con dos asas pequeñas que se utiliza para el transporte de tierra u otros materiales.
- Roscadero. Cesto de grandes dimensiones con dos o cuatro asas.
- Terrero. Cesta utilizada para transportar tierra.

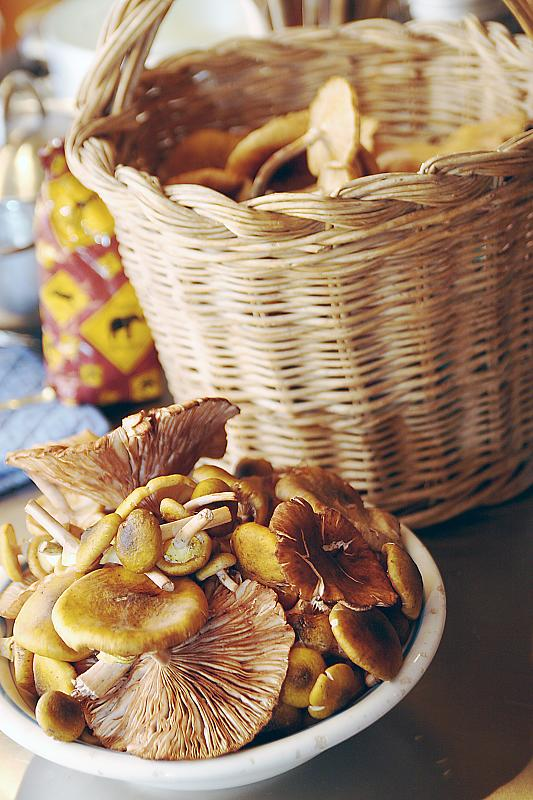
Cestos de setas
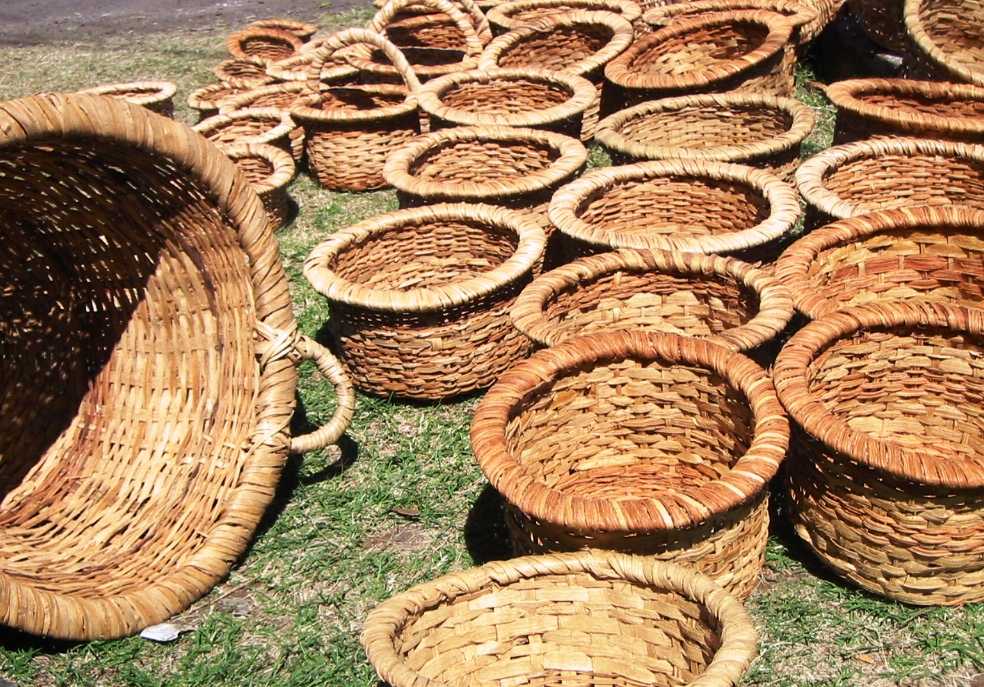
Canastos de bejuco para café
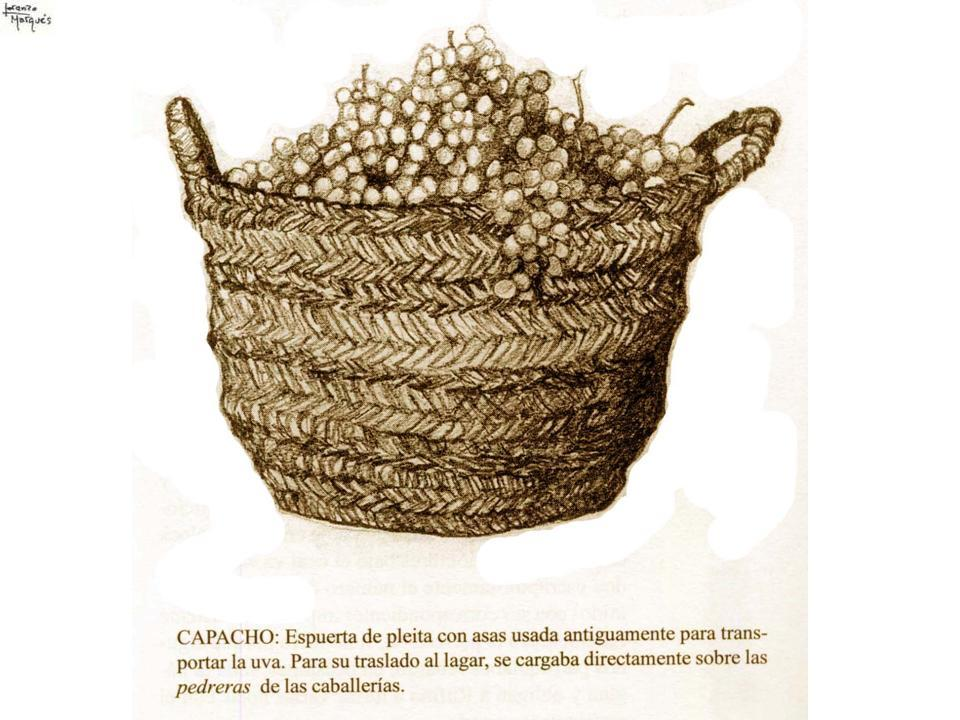
Capacho para productos del campo
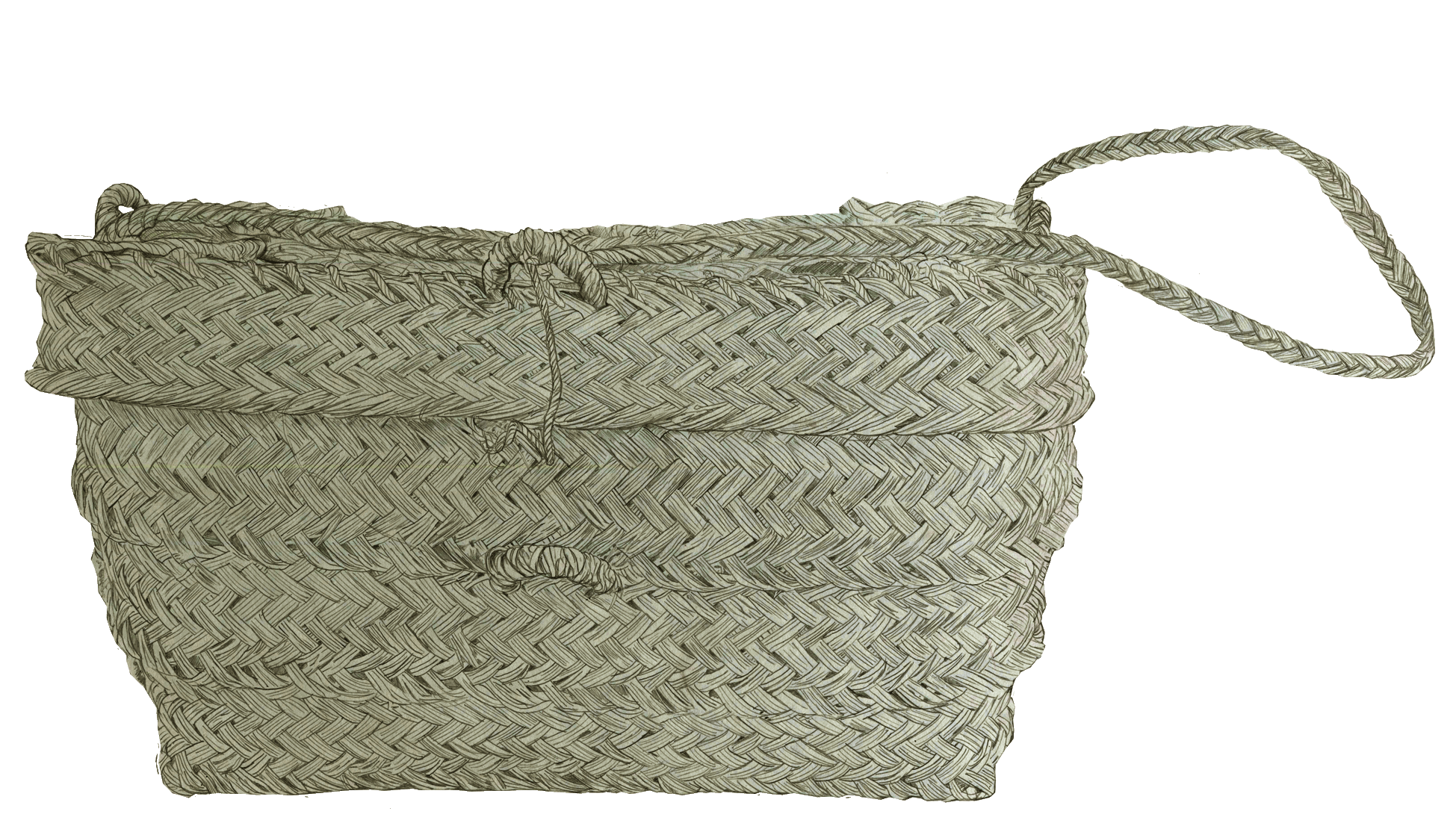
Capazo de esparto
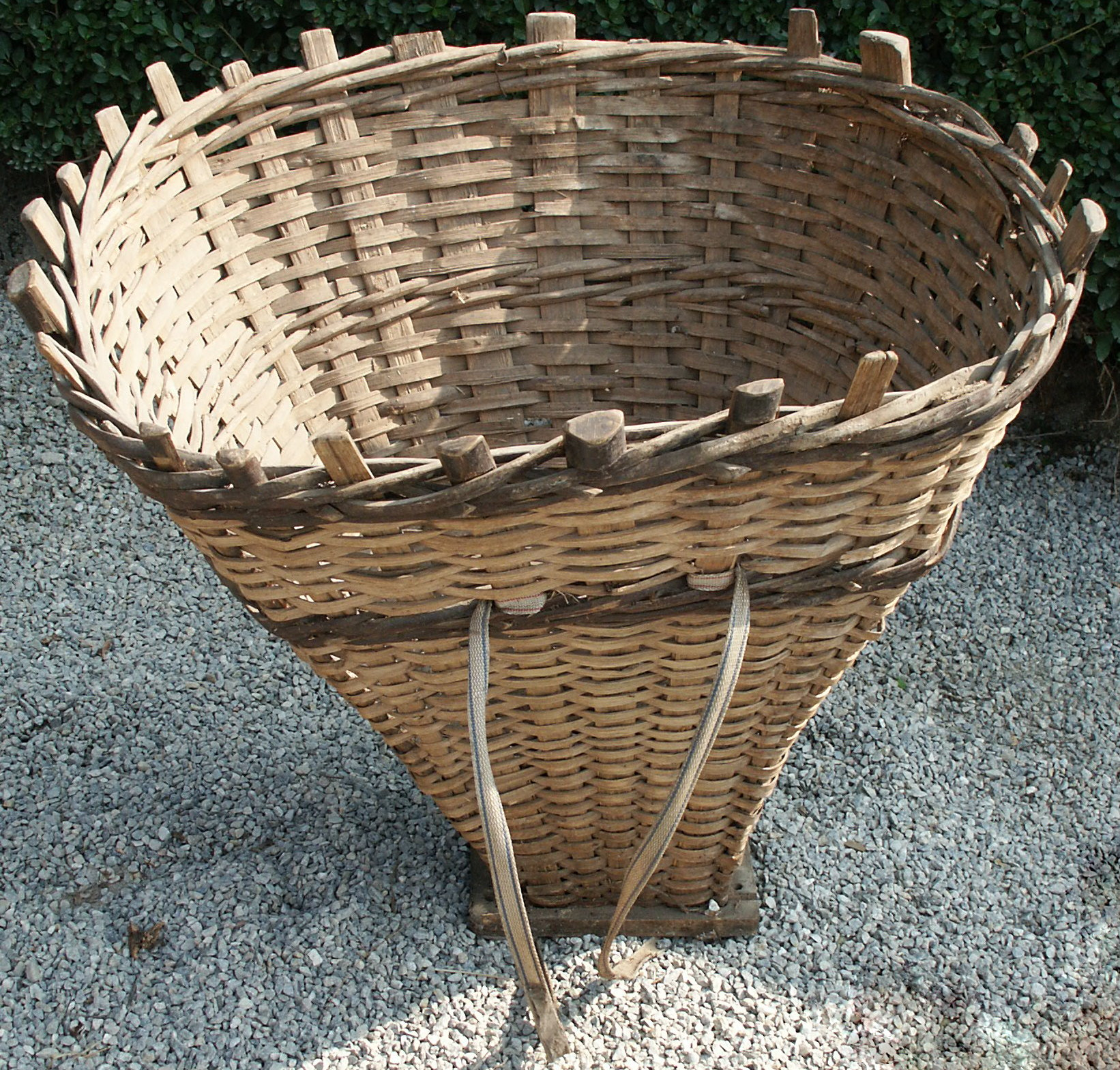
Cuévano
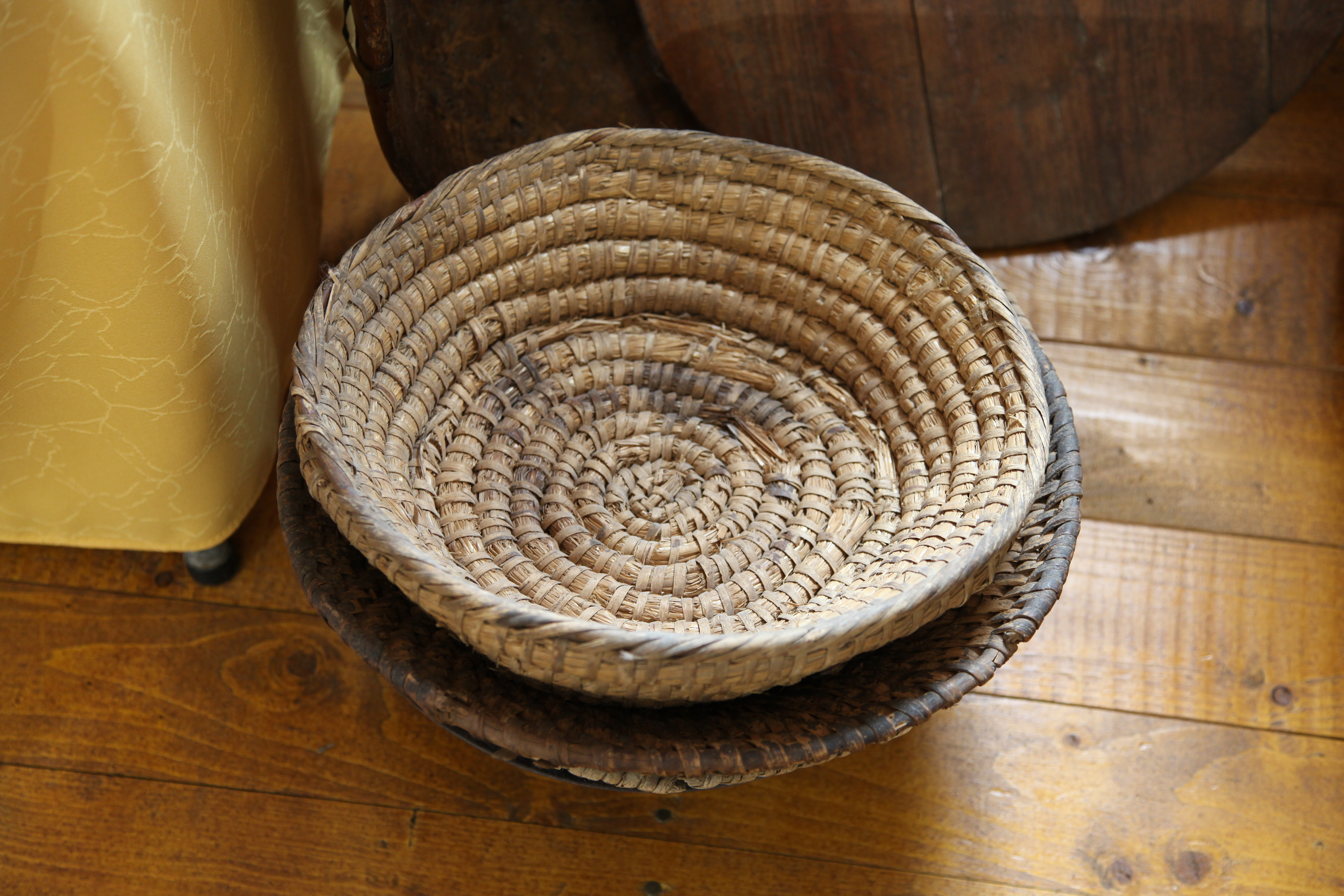
Canastillas
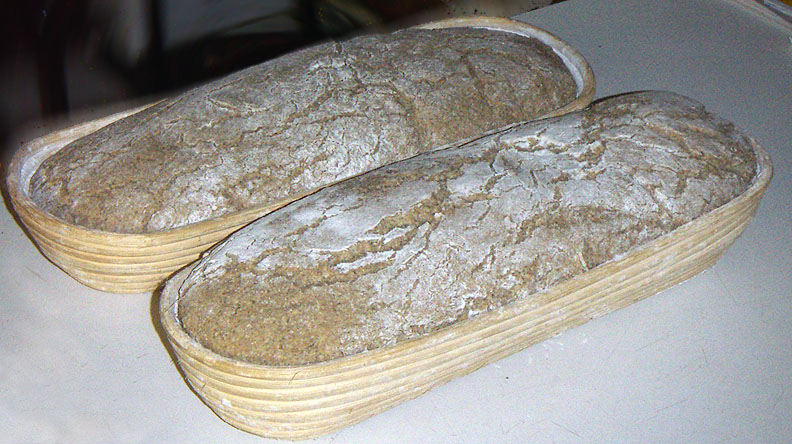
Paneras
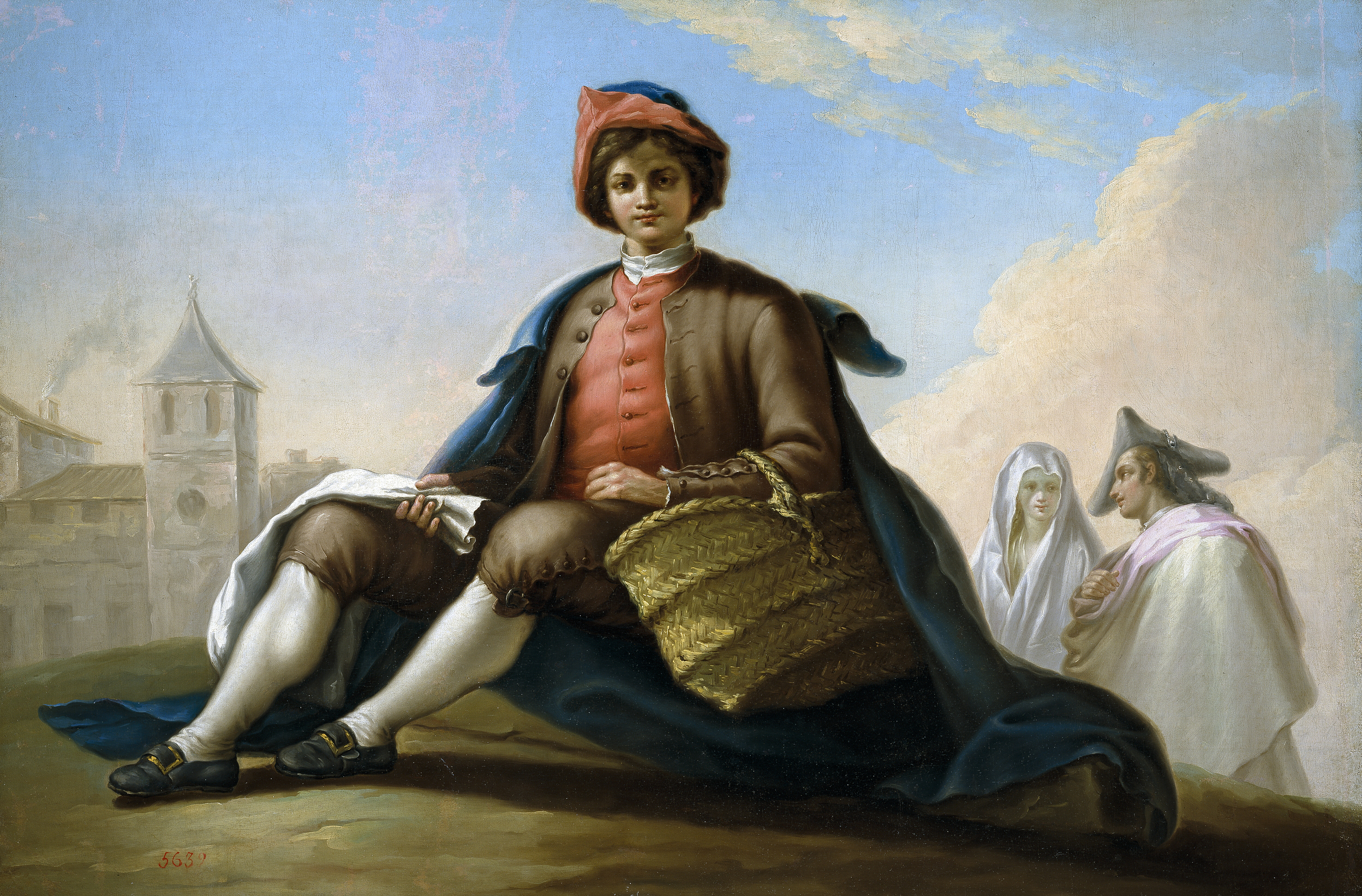
Muchacho con esportilla, Ramón Bayeu
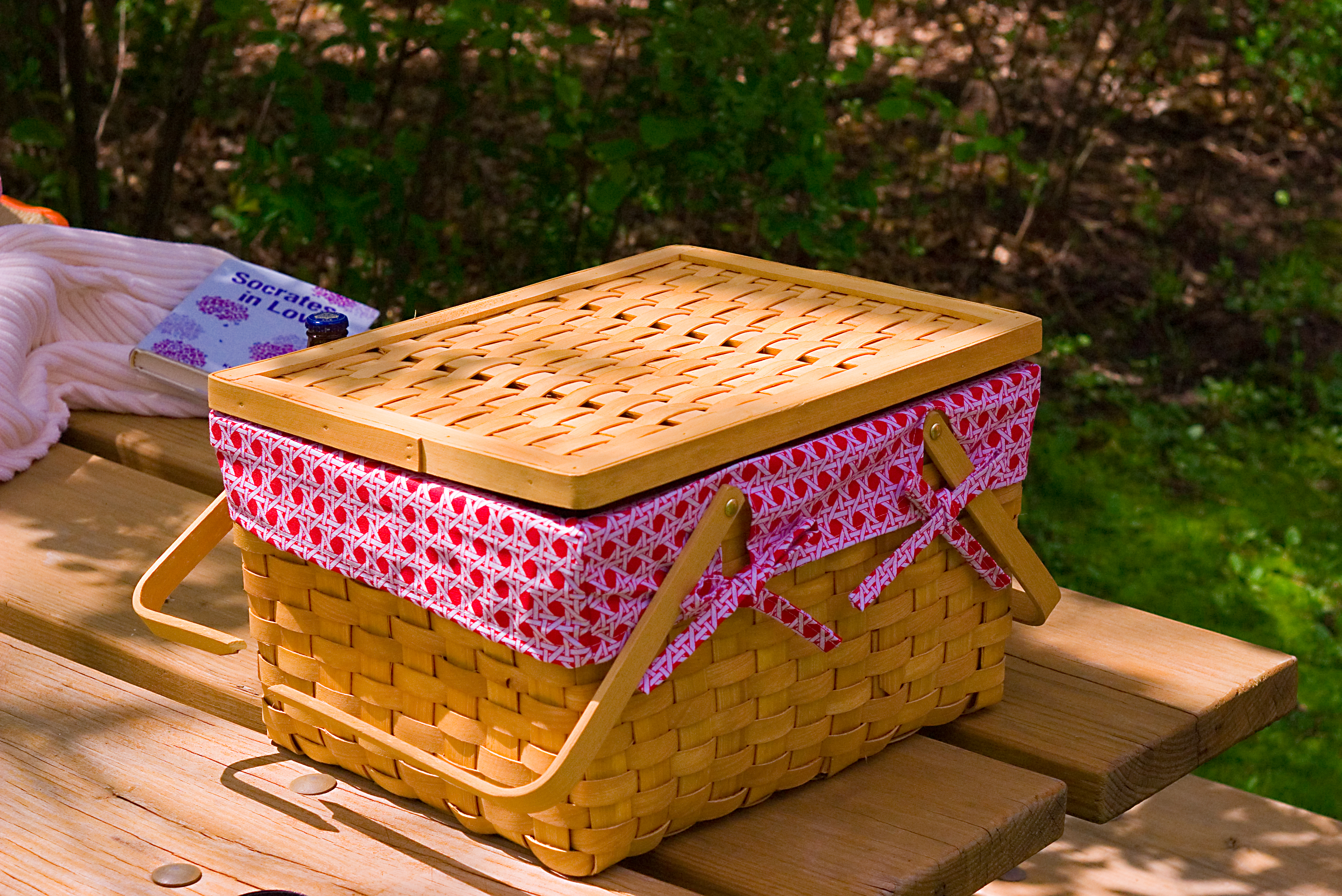
Cesta de pícnic
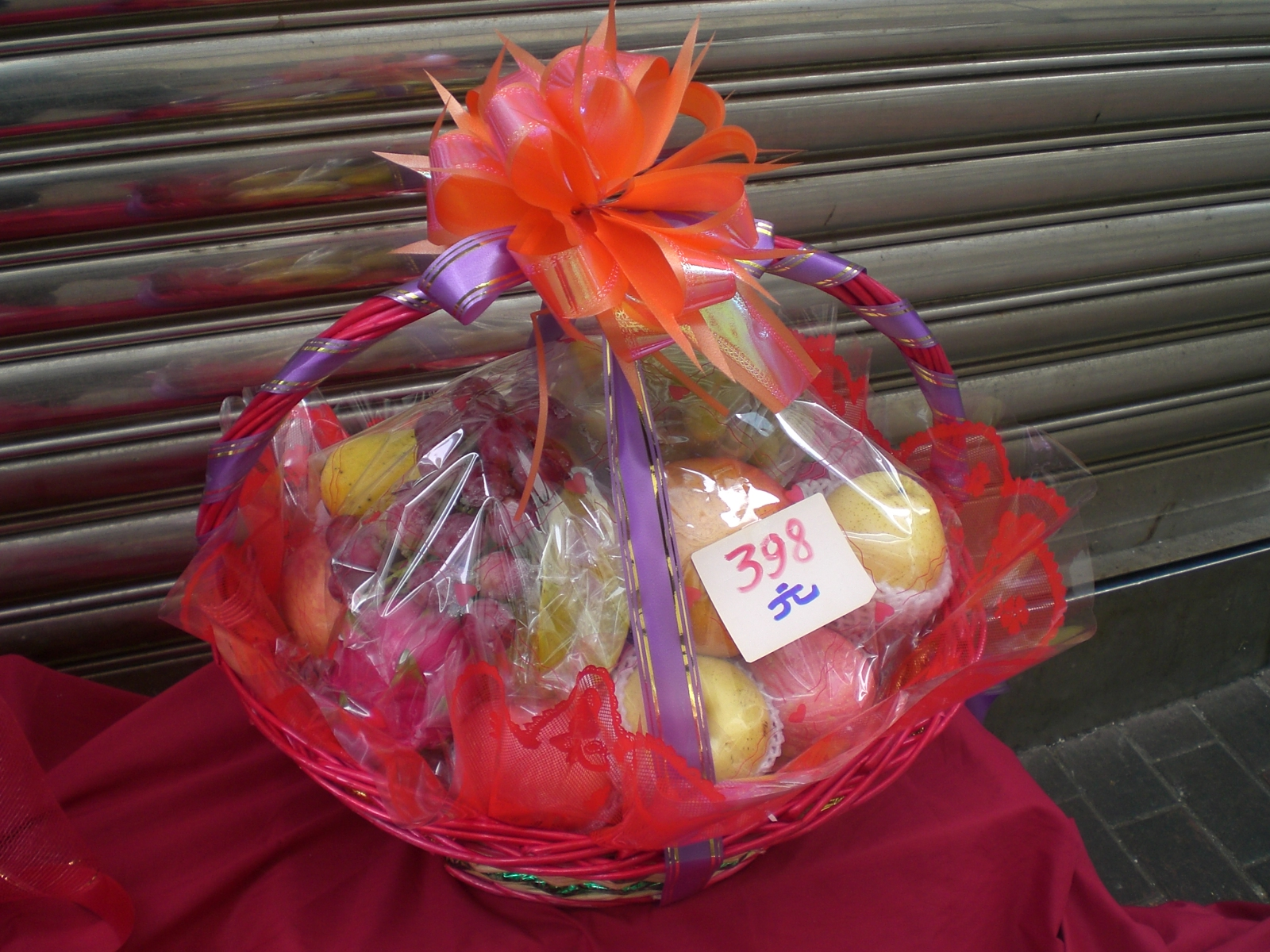
Cesta de regalo